# Necepsia afzelii
Necepsia afzelii là một loài thực vật có hoa trong họ Đại kích. Loài này được Prain mô tả khoa học đầu tiên năm 1910.